# Igelfors
Igelfors är en tätort i Finspångs kommun, Östergötland. 

## Historia
Här fanns Igelfors bruk som tillverkade t.ex. lieblad. 

### Befolkningsutveckling
| Befolkningsutvecklingen i Igelfors 1960–2020 | Befolkningsutvecklingen i Igelfors 1960–2020 | Befolkningsutvecklingen i Igelfors 1960–2020 | Befolkningsutvecklingen i Igelfors 1960–2020 | Befolkningsutvecklingen i Igelfors 1960–2020 |
| -------------------------------------------- | -------------------------------------------- | -------------------------------------------- | -------------------------------------------- | -------------------------------------------- |
|                                              |                                              |                                              |                                              |                                              |
| År                                           |                                              |                                              | Folkmängd                                    | Areal (ha)                                   |
| 1960                                         | 1960                                         |                                              | 309                                          |                                              |
| 1965                                         | 1965                                         |                                              | 329                                          |                                              |
| 1970                                         | 1970                                         |                                              | 364                                          |                                              |
| 1975                                         | 1975                                         |                                              | 374                                          |                                              |
| 1980                                         | 1980                                         |                                              | 407                                          |                                              |
| 1990                                         | 1990                                         |                                              | 322                                          | 64                                           |
| 1995                                         | 1995                                         |                                              | 299                                          | 65                                           |
| 2000                                         | 2000                                         |                                              | 280                                          | 65                                           |
| 2005                                         | 2005                                         |                                              | 231                                          | 65                                           |
| 2010                                         | 2010                                         |                                              | 214                                          | 64                                           |
| 2015                                         | 2015                                         |                                              | 227                                          | 39                                           |
| 2020                                         | 2020                                         |                                              | 221                                          | 39                                           |
|                                              |                                              |                                              |                                              |                                              |

## Samhället
På orten finns en frikyrkobyggnad samt en låg- och mellanstadieskola. Det finns även självservice mack, matvarubutik med tillhörande café. I centrum finns också restaurangen Pizzamakarna med vedugnsbakad pizza.

## Kommunikationer
Igelfors trafikeras av Östgötatrafikens busslinje 417.